# 레이나 (1989년)
레이나(본명: 오혜린, 1989년 5월 7일 ~ )는 대한민국의 가수이며 애프터스쿨, 오렌지캬라멜에서 메인보컬을 맡았었다.

## 생애

### 데뷔 전
레이나는 데뷔 전부터 JYP엔터테인먼트에 오디션을 6번이나 봤으나 떨어졌고, 《슈퍼스타K》에 출연 한 이력이 있었다. 이후 플레디스 엔터테인먼트로 소속사를 옮겨 애프터스쿨의 여덟 번째 멤버로 영입됐다.

### 데뷔 후
애프터스쿨의 세 번째 싱글 2009년 〈너 때문에〉로 첫 데뷔 무대를 가졌고, 2010년 6월에 나나, 리지와 함께 오렌지캬라멜로 미니 앨범 《마법소녀(魔法少女)》을 기점으로 활동을 시작했다. 활동을 하면서 〈아직〉과 《이곳에 서서》를 작사함으로써 애프터스쿨 멤버 중, 가희에 이어 두 번째로 작사가로 참여했다. 또한 2011년 간종욱과 하루가 지나도를 발표와 2012년 KBS 드라마 《자체발광그녀》 OST 자체발광(feat.만성)를 발표, 2014년 6월 브랜뉴 뮤직 소속 래퍼 산이와 함께 《한여름밤의 꿀》을 발표하여 2014년 제6회 멜론뮤직어워드 뮤직스타일상 랩힙합부문과 2015년 제4회 가온차트 K-POP 어워드 올해의 가수상 음원부문 7월, 제24회 하이원 서울가요대상 힙합 부문을 수상하였다. 2014년 앨범 Reset 장난인거 알아(feat.칸토) 외 레파토리 발표, 2015년 퓨전사극 드라마 《이상하자》 OST 한해와 함께 이상하자(feat.버벌진트) 발표, 2015년 XXX '프로젝트 '볼래'에 보컬 참여, 2015년 《복면가왕》에 탑 오브 더 월드로 나와 이용의 잊혀진 계절을 부름, 2015년 11월 Raina The 2nd Digital Single `모르겠다` 발표, 2016년 《슈가맨》에 출연하여 상상속의 너를 오렌지캬라멜 멤버인 리지와 함께 불렀다.

## 학력
- 무거초등학교 (졸업)
- 삼호중학교 (졸업)
- 한국예술고등학교 음악과 (졸업)
- 호원대학교 방송연예과 (중퇴)

## 음반 활동

### 디지털 싱글
| 제목                           | 앨범 정보                                                                                            |
| ------------------------------ | --- |
| 《Reset》                      | - 발매일: 2014년 10월 8일 - 발매사: 로엔엔터테인먼트 - 기획사: 플레디스 - 포맷: 디지털 다운로드      |
| 《모르겠다》                   | - 발매일: 2015년 11월 24일 - 발매사: 로엔엔터테인먼트 - 기획사: 플레디스 - 포맷: 디지털 다운로드     |
| 《밥 영화 카페》               | - 발매일: 2017년 7월 31일 - 발매사: 로엔엔터테인먼트 - 기획사: 플레디스 - 포맷: 디지털 다운로드      |
| PROJECT SINGLE 《작아지는 중》 | - 발매일: 2018년 8월 27일 - 발매사: 스톤뮤직 엔터테인먼트 - 기획사: 플레디스 - 포맷: 디지털 다운로드 |

### 콜라보레이션 싱글
| 제목              | 앨범 정보 |
| ----------------- | --- |
| 《한여름밤의 꿀》 | - 발매일: 2014년 6월 12일 - 발매사: 로엔엔터테인먼트 - 기획사: 플레디스, 브랜뉴뮤직 - 포맷: 디지털 다운로드           |
| 《이상하자》      | - 발매일: 2015년 4월 24일 - 발매사: 로엔엔터테인먼트 - 기획사: 플레디스, 브랜뉴뮤직 - 포맷: 디지털 다운로드           |
| 《XXX》           | - 발매일: 2015년 8월 18일 - 발매사: 로엔엔터테인먼트 - 기획사: 더블킥엔터테인먼트, 밀리언마켓 - 포맷: 디지털 다운로드 |
| 《달고나》        | - 발매일: 2016년 6월 17일 - 발매사: 로엔엔터테인먼트 - 기획사: 플레디스, 브랜뉴뮤직 - 포맷: 디지털 다운로드           |

### OST / TV 프로그램 싱글
| 제목                                   | 앨범 정보 |
| -------------------------------------- | --- |
| 《자체발광 그녀 OST Part 2》           | - 발매일: 2012년 2월 29일 - 발매사: 콘텐츠라이크 - 기획사: SH Creativeworks - 포맷: 디지털 다운로드                 |
| 《복면가왕 34회》                      | - 발매일: 2015년 11월 22일 - 발매사: 벅스 - 기획사: MBC - 포맷: 디지털 다운로드                                     |
| 《투유 프로젝트 - 슈가맨 Part. 13》    | - 발매일: 2016년 1월 13일 - 발매사: 인터파크 - 기획사: JTBC, SM엔터테인먼트 - 포맷: 디지털 다운로드                 |
| 《노래의 탄생 Track. 1》               | - 발매일: 2016년 10월 6일 - 발매사: CJ E&M - 기획사: CJ E&M - 포맷: 디지털 다운로드                                 |
| 《싱포유 - 두 번째 이야기 크리스마스》 | - 발매일: 2016년 12월 25일 - 발매사: 다날엔터테인먼트 - 기획사: 태양씨앤엘, MCC엔터테인먼트 - 포맷: 디지털 다운로드 |
| 《파수꾼 OST Part.3》                  | - 발매일: 2017년 6월 5일 - 발매사: (주)뮤직앤뉴 - 기획사: 아이원코리아 - 포맷: 디지털 다운로드                      |
| 《친애하는 판사님께 OST Part.5 》      | - 발매일: 2018년 9월 5일 - 발매사: 주식회사 블렌딩 - 기획사: ㈜SBS콘텐츠허브 - 포맷: 디지털 다운로드                |

### 노래
| 제목                        | 발매일           | 가온 디지털 차트 | 가온 디지털 차트 | 가온 디지털 차트 | 다운로드   | 앨범              |
| 제목                        | 발매일           | 주간             | 월간             | 연간             | 다운로드   | 앨범              |
| --------------------------- | ---------------- | ---------------- | ---------------- | ---------------- | ---------- | ----------------- |
| 자체발광 (Feat. 만성)       | 2012년 2월 29일  | 97               | -                | -                | -          | 자체발광 그녀 OST |
| 한여름밤의 꿀 (With. San E) | 2014년 6월 12일  | 1                | 1                | 4                | 2,176,748+ | 한여름밤의 꿀     |
| 장난이거 알아 (Feat. 칸토)  | 2014년 10월 8일  | 25               | 65               | -                | 70,533+    | Reset             |
| 모르겠다                    | 2015년 11월 24일 | 71               | -                | -                | 28,237+    | 모르겠다          |
| 달고나 (With. San E)        | 2016년 6월 17일  | 5                | 16               | -                | 390,159+   | 달고나            |

## 가수 외 활동

### 예능
- 2010년 MBC every1 《플레이걸즈 스쿨》
- 2011년 KBS2 《불후의 명곡 - 전설을 노래하다》
- 2013년 tvN 《퍼펙트 싱어 VS》
- 2013년 KBSW 《애프터스쿨의 뷰티바이블》
- 2014년 KBSW 《애프터스쿨의 뷰티바이블 2014F/W》
- 2015년 JTBC 《백인백곡 끝까지 간다》
- 2015년 KBS2 《인간의 조건 2》 105회, 106회
- 2015년 Mnet 《야만TV》 6월 1일 20회, 6월 8일 21회
- 2015년 MBC 《미스터리 음악쇼 복면가왕》 - 탑 오브 더 월드
- 2016년 JTBC 《투유 프로젝트 - 슈가맨》 13회 노이즈 편
- 2016년 tvN 《노래의 탄생》
- 2020년 KBS JOY 《연애의 참견 3》 - 차정혜 역 (39회 방송분 출연)
- 2020년 MBN 《미쓰백》 - 참가자 출연
- 2021년 TV조선 《사랑의 콜센타》 게스트 (41회)

### 라디오
- 2020년 국방FM(수도권 96.7MHz) 《레이나의 건빵과 별사탕》 - 진행 (2020년 11월 16일 ~ 2022년 현재)

## 수상 목록
| 연도   | 수상 내역                                                                               |
| ------ | --------------------------------------------------------------------------------------- |
| 2014년 | - 제6회 멜론뮤직어워드 뮤직스타일상(랩/힙합부문)                                        |
| 2015년 | - 제24회 서울가요대상 힙합상 - 제7회 가온 차트 K-POP 어워드 올해의 가수상(음원부문 7월) |